# Miguel de Vladímir
Mijalko Yúrievich (en ruso: Михалко (Михаил) Юрьевич) (¿? - 20 de junio de 1176), príncipe de Torchesk (mediados de 1160-1173), Vladímir y Súzdal (1175–1176) y Gran Príncipe de Kiev (1171).
Hijo mayor del segundo matrimonio de Yuri Dolgoruki, Mijalko Yúrievich fue expulsado del territorio de Súzdal por su medio hermano Andréi Bogoliubski, quien aparentemente disgustaba de su madre.
Desde 1162 hasta 1169 vivió en Ostior, un pequeño pueblo cerca de Chernígov, pero luego se mudó a un pueblo de Torchesk. Nombrado por Andréi para gobernar Kiev luego de la muerte de Gleb Yúrievich en 1171, Mijalko rehusó tomar el trono y envió a su hermano menor Vsévolod en su lugar. Este fue sitiado en Torchesk por otro reclamante al trono de Kiev, el príncipe Riúrik de Smolensk, pero llegó a un acuerdo con él y permitió mover su capital a Pereyaslavl. Al siguiente año, cuando Andréi invadió el sur de la Rus, Mijalko rompió relaciones con Riúrik y juró lealtad a su hermano.
Luego de la muerte de Andréi, Mijalko Yúrievich lo sucedió en Vladímir, pero las hostilidades con los boyardos de Súzdal y Rostov, quienes se sentían descuidados por el ascenso de Vladímir, lo obligaron a huir a Chernígov. Los ciudadanos de Vladímir pronto llamaron a Mijalko Yúrievich para ayudarles a pelear contra Yaropolk Rostislávich. Mijalko venció a este sobrino de Andréi Bogoliubski y recuperó el trono de Vladímir en 1175. Murió al siguiente año y fue sucedido por su hermano Vsévolod.